# Cantone di Saint-François
Il Cantone di Saint-François è una divisione amministrativa dell'arrondissement di Pointe-à-Pitre nel dipartimento d'oltremare francese della Guadalupa (che comprende alcune isole dell'arcipelago caraibico omonimo facente parte delle Piccole Antille).
A seguito della riforma approvata con decreto del 24 febbraio 2014, che ha avuto attuazione dopo le elezioni dipartimentali del 2015, è passato da 1 a 2 comuni e una frazione di comune.

## Composizione
Situato sull'isola di Grande-Terre, prima della riforma del 2014 comprendeva la stretta penisola orientale dell'isola con il comune omonimo.
Dal 2015 i comuni appartenenti al cantone sono i seguenti: 
- La Désirade
- Saint-François
- parte del comune di Sainte-Anne